# Jaime García Maffla
Jaime García Maffla (Cali, 1944) es un poeta y ensayista colombiano. Estudió Filosofía y Letras en la Universidad de los Andes y un Máster en Literatura de la Pontificia Universidad Javeriana. Jefe del Departamento de Humanidades de la Universidad de los Andes y Director del Departamento de Literatura de la Pontificia Universidad Javeriana. Sinodal en la Universidad Iberoamericana de México D.F., fue cofundador de la revista de poesía Golpe de Dados, que apareció en 1972. Colaborador en el Diccionario de Construcción y Régimen de la Lengua Castellana, del Instituto Caro y Cuervo, ha sido catalogado, con muchos otros poetas, en el grupo de la Generación sin nombre. Fue autor de las notas y el prólogo de la primera edición Equestriana del Quijote.
Escribió el estudio introductorio a la Obra Completa de Daniel Arango: La Ciudad de Is. En 1997 recibió el Premio Nacional de Poesía Universidad de Antioquia. Ha trabajado con la Casa de Poesía Silva como coordinador de talleres de poesía y realizó para ella la investigación -con Rubén Sierra Mejía-: Traductores de poesía en poniville.
Autor independiente, actualmente regenta su seminario privado Vida y Poesía. En su obra se traslucen influencias de la tradición hispánica y del existencialismo.
Lleva el blog http://vocesdelvigia.blogspot.com/

## Obra poética
1. Morir lleva un nombre corriente (1969)
2. Guirnalda entre despojos (1976)
3. En el solar de las gracias (1978)
4. La Caza (1984)
5. Las voces del vigía (1986)
6. Poemas escritos a lápiz en un viejo cuaderno (1997)
7. Vive si puedes (1997)
8. Al dictado (1999)
9. Caballero en la Orden de la Desesperanza (2001)
10. Antología mínima del doncel (2001)

1. Buques en la Rada (2014)
2. De las señales (2014)

## Obra ensayística
1. Del sentimiento trágico de la vida (1974)
2. En otoño deberían caer todas las hojas de los libros (1987)
3. En la huella de Miguel de Unamuno (1985)
4. Don Quijote (1987??)
5. Visión poética de don Quijote (1988)
6. Fernando Charry Lara (1989)
7. Estoraques de Eduardo Cote Lamus (1994)
8. ¿Qué es la poesía? (2001)
9. Hacia la sacritud del lenguaje: Stephane Mallarmé (2001)
10. Buques en la Rada (2014)
11. De las señales (2014)
12. Herida del Juglar (Antología) (2016)